# Europacup II 1982/83
De 23ste editie van de Beker der Bekerwinnaars werd gewonnen door het Schotse Aberdeen FC in de verlenging tegen het Spaanse Real Madrid.

## Voorronde
| Team #1          | Tot.   | Team #2  | 1ste wed | 2de wed |
| ---------------- | ------ | -------- | -------- | ------- |
| Aberdeen FC      | 11 - 1 | FC Sion  | 7 - 0    | 4 - 1   |
| Swansea City AFC | 3 - 1  | SC Braga | 3 - 0    | 0 - 1   |

## Eerste ronde
| Team #1            | Tot.             | Team #2              | 1ste wed | 2de wed |
| ------------------ | ---------------- | -------------------- | -------- | ------- |
| Coleraine FC       | 0 - 7            | Tottenham Hotspur    | 0 - 3    | 0 - 4   |
| Torpedo Moskou     | 1 - 1 (uitgoals) | Bayern München       | 1 - 1    | 0 - 0   |
| Aberdeen FC        | 1 - 0            | Dinamo Tirana        | 1 - 0    | 0 - 0   |
| ÍBV Vestmannæyjar  | 0 - 4            | Lech Poznań          | 0 - 1    | 0 - 3   |
| Swansea City AFC   | 17 - 0           | Sliema Wanderers     | 12 - 0   | 5 - 0   |
| Lokomotiv Sofia    | 2 - 5            | Paris Saint-Germain  | 1 - 0    | 1 - 5   |
| Dynamo Dresden     | 4 - 4 (uitgoals) | B93                  | 3 - 2    | 1 - 2   |
| Waterschei SV Thor | 8 - 1            | Red Boys Differdange | 7 - 1    | 1 - 0   |
| Galatasaray SK     | 3 - 2            | Kuusysi Lahti        | 2 - 1    | 1 - 1   |
| FK Austria Wien    | 3 - 2            | Panathinaikos Athene | 2 - 0    | 1 - 2   |
| Lillestrøm SK      | 0 - 7            | Rode Ster Belgrado   | 0 - 4    | 0 - 3   |
| FC Barcelona       | 9 - 1            | Apollon Limassol     | 8 - 0    | 1 - 1   |
| Limerick United    | 1 - 2            | AZ Alkmaar           | 1 - 1    | 0 - 1   |
| Inter Milan        | 3 - 2            | TJ Slovan Bratislava | 2 - 0    | 1 - 2   |
| FC Baia Mare       | 2 - 5            | Real Madrid          | 0 - 0    | 2 - 5   |
| IFK Göteborg       | 2 - 4            | Újpest Dósza         | 1 - 1    | 1 - 3   |

## Tweede ronde
| Team #1            | Tot.  | Team #2             | 1ste wed | 2de wed |
| ------------------ | ----- | ------------------- | -------- | ------- |
| Tottenham Hotspur  | 2 - 5 | Bayern München      | 1 - 1    | 1 - 4   |
| Aberdeen FC        | 3 - 0 | Lech Poznań         | 2 - 0    | 1 - 0   |
| Swansea City AFC   | 0 - 3 | Paris Saint-Germain | 0 - 1    | 0 - 2   |
| B93                | 1 - 6 | Waterschei SV Thor  | 0 - 2    | 1 - 4   |
| Galatasaray SK     | 3 - 4 | FK Austria Wien     | 2 - 4    | 1 - 0   |
| Rode Ster Belgrado | 3 - 6 | FC Barcelona        | 2 - 4    | 1 - 2   |
| AZ Alkmaar         | 1 - 2 | Inter Milan         | 1 - 0    | 0 - 2   |
| Real Madrid        | 4 - 1 | Újpest Dósza        | 3 - 1    | 1 - 0   |

## Kwartfinale
| Team #1             | Tot.             | Team #2            | 1ste wed | 2de wed      |
| ------------------- | ---------------- | ------------------ | -------- | ------------ |
| Bayern München      | 2 - 3            | Aberdeen FC        | 0 - 0    | 2 - 3        |
| Paris Saint-Germain | 2 - 3            | Waterschei SV Thor | 2 - 0    | 0 - 3 (n.v.) |
| FK Austria Wien     | 1 (uitgoals) - 1 | FC Barcelona       | 0 - 0    | 1 - 1        |
| Inter Milan         | 2 - 3            | Real Madrid        | 1 - 1    | 1 - 2        |

## Halve finale
| Team #1         | Tot.  | Team #2            | 1ste wed | 2de wed |
| --------------- | ----- | ------------------ | -------- | ------- |
| Aberdeen FC     | 5 - 2 | Waterschei SV Thor | 5 - 1    | 0 - 1   |
| FK Austria Wien | 3 - 5 | Real Madrid        | 2 - 2    | 1 - 3   |

## Finale
| Team #1     | Uitsl.       | Team #2     |
| ----------- | ------------ | ----------- |
| Aberdeen FC | 2 - 1 (n.v.) | Real Madrid |

Nya Ullevi, Göteborg
11 mei 1983

Opkomst: 17 804 toeschouwers

Scheidsrechter:  Gianfranco Menegali (Italië)

Scorers: 4' Eric Black 1-0, 15' Juanito 1-1 p, 112' John Hewitt 2-1
Aberdeen FC (trainer Alex Ferguson):

Jim Leighton; Doug Rougvie, Alex McLeish, Willie Miller (c), John McMaster; Neale Cooper, Gordon Strachan, Neil Simpson; Mark McGhee, Eric Black (sub: 87' John Hewitt), Peter Weir

Real Madrid (trainer Alfredo Di Stéfano):

Agustin; Juan José, Johnny Metgod, Bonet, José Antonio Camacho (sub: 91' San José); Uli Stielike, Gallego, Angel, Isidro (sub: 103' Salguero); Juanito, Carlos Santillana (c)